# ومشيت (مسلسل)
ومشيت هو مسلسل لبناني عرض في شهر رمضان المبارك لعام 2018 من إنتاج دي تو بيكتشر، بث حصريا على شاشة إم تي في اللبنانية

## قصة العمل
كارين رزق الله «مايدا» الزوجة الحامل التي تخلت عن زوجها «أمل» العقيد في الجيش اللبناني وهاجرت إلى كندا، وقررت العودة بعد ستة عشر عاماً، لتعيد إحياء ذكريات الماضي واستحضار المعاناة التي عاشتها وأدت بها إلى الهجرة مع جنين من دون علم الوالد بحملها. خيوط الحكاية بدأت تتضح بجلاء، السبب الذي أجبر مايدا على السفر حاملاً تاركة خلفها زوجاً هو موت طفلها في حادث اغتيال، وسبب عودتها هو إصابتها بمرض السرطان الذي يهدد حياتها ويجعل أيامها معدودة، لذا قررت إخبار زوجها بالابنة التي لم يعرف بها وطرح العمل قضيّة شهداء الجيش اللبناني وتضحياته

## الممثلون
كارين رزق الله
```
(مايدا)
```

بديع أبو شقرا
```
(أمل)
```

ناديا شربل
```
(تالي)
```

رنده كعدي 
```
(مارتا)
```

شربل زيادة

بياريت قطريب

وسام فارس

سيرينا الشامي

مي سحاب

أسعد رشدان

نوال كامل
```
(ضيفة الحلقات)
```

طوني مهنا
```
(ضيف الحلقات)
```